# Felix Otto Dessoff
Felix Otto Dessoff   (Leipzig, 14 de gener de 1835 - Frankfurt del Main, 28 d'octubre de 1892) va ser un director d'orquestra i compositor alemany.

## Biografia
Dessoff va néixer en una família jueva a Leipzig; el seu pare era comerciant de draps. El seu talent musical va ser reconegut per Franz Liszt, qui després va assessorar la seva família sobre la seva formació musical.
Va entrar com a estudiant del Conservatori de Leipzig entre 1851 i 1854, Dessoff va estudiar composició, piano i direcció amb alguns dels professors més destacats de l'època, com Ignaz Moscheles per a piano i Moritz Hauptmann i Julius Rietz per a composició. El 16 de novembre de 1853, l'Orquestra Gewandhaus de Leipzig va interpretar una simfonia seva; l'endemà va conèixer a Johannes Brahms, amb qui va formar una amistat i una relació artística duradores.
Va ser com a director que va establir principalment la seva reputació. El seu primer lloc de direcció va ser al Teatre Actien de Chemnitz. Després d'això, va ser successivament director de música a Altenburg, Düsseldorf, Kassel, Aquisgrà i Magdeburg. El 1860 se li va oferir un lloc a l'Òpera de la Cort de Viena.
L'any 1860, la Filharmònica de Viena va escollir Otto Dessoff com a director de subscripció, càrrec que va ocupar fins al 1875. El crític musical, editor de diaris i biògraf de Viena Max Kalbeck va escriure el 1908 que la fama i l'excel·lència de la Filharmònica de Viena era el resultat de «l'energia i el sentit del propòsit» de Dessoff.
El doctor Clemens Hellsberg, president de la Filharmònica de Viena, especifica que durant el mandat de Dessoff amb aquesta orquestra, el seu «repertori es va ampliar constantment, es van introduir principis organitzatius importants (arxius musicals, regles de procediment) i l'orquestra es va traslladar a la seva tercera casa nova [en A principis de la temporada 1870/71 va començar a tocar a la Goldener Saal de nova construcció de l'edifici Musikverein de Viena, que ha demostrat ser el lloc ideal, amb les seves característiques acústiques que influeixen en l'estil i el so de l'orquestra». A Viena, a partir de 1861, Dessoff també va ensenyar composició a la "Gesellschaft der Musikfreunde" (el precursor del Conservatori de Viena). Entre els seus estudiants hi havia Arthur Nikisch i Felix Mottl. Tot i que va compondre a principis de la dècada de 1860, va deixar de compondre quan va florir la seva carrera com a director d'orquestra.
Durant el mandat de Dessoff a la Filharmònica de Viena, «Brahms va ser convidat a sopar a casa seva després de cada concert de diumenge, segons Brahms -Frau Frederike- [l'esposa de Dessoff] era una bona cuinera».El 1875, Dessoff va ser «expulsat de la seva posició a Viena per intriga» segons Styra Avins, però immediatament va trobar una nova posició com a director (Hofkapellmeister) de la "Badische Staatskapelle" a Karlsruhe, Alemanya, succeint a Hermann Levi.
L'octubre de 1876 (al voltant de l'11), Brahms va escriure a Dessoff insinuant que li agradaria que dirigís la primera actuació de la seva tan esperada Simfonia núm. 1, dient que «va ser sempre un secret i afectuós desig meu escoltar per primera vegada la cosa a la petita ciutat que té un bon amic, un bon director i una bona orquestra».Dessoff estava, segons Styra Avins, «emocionat per la petició velada de Brahms», i el 4 de novembre de 1876 l'estrena va tenir lloc amb Brahms present als assajos i al concert.
L'any 1880, Dessoff va ser nomenat per a la nova posició de Primer mestre de capella (Ersten Kapellmeisters) a l'Òpera de Frankfurt; va inaugurar el nou teatre d'òpera acabat (ara conegut com l'Alte Oper) el 20 d'octubre de 1880 amb una representació del Don Giovanni de Mozart.
L'íntima amistat de Dessoff amb Brahms es pot veure en un intercanvi de cartes entre ambdós l'any 1878 quan Dessoff va voler dedicar-li la que probablement sigui la seva obra més coneguda, el seu Quartet de corda en fa, op. 7. Encara que va tenir èxit en la seva estrena, Dessoff encara no estava segur que valgués la pena publicar-la i va enviar la partitura a Brahms demanant-li la seva sincera opinió i oferint-li una dedicació.
Brahms va respondre elogiant l'obra i va dir: «... em faries un gran honor escrivint el meu nom sobre el títol del quartet; si cal, donarem els cops junts si el públic no li agrada.»
Molt gratificat, Dessoff va respondre d'una manera lliure i bromejada com el mateix Brahms sovint escrivia: «... et sentirà alleujat de veure el teu nom a la portada del quartet conservat per a la posteritat. Quan la gent hagi oblidat el teu Rèquiem alemany. , aleshores la gent dirà: "Brahms? Oh, sí, és ell a qui està dedicat l'Op. 7 de Dessoff!».
Va compondre un quintet de corda per a 2 violins, viola i 2 violoncels, op. 10, diversos Lieder (cançons) i un llibre coral. Va morir a Frankfurt el 1892, als 57 anys. La seva filla, Margarete Dessoff, va fundar els Dessoff Choirs quan es va quedar a la ciutat de Nova York durant una visita familiar allà.